# Golfo do México
O Golfo do México (em espanhol: Golfo de México; em inglês: Gulf of Mexico) é uma grande bacia oceânica que banha a porção sul da América do Norte, mais especificamente os territórios de Cuba, México e Estados Unidos. Como o maior golfo da Terra em termos de extensão territorial, o golfo do México é observado e considerado frequentemente como uma reentrância do Mar do Caribe. Com uma superfície de aproximadamente 1 550 000 km², seu subsolo é rico em petróleo, por isso muitos especialistas o consideram um mar dentro de um oceano amplamente cercado pelo continente norte-americano.
A costa sul do golfo banha o México (especificamente, os estados de Tamaulipas, Veracruz, Tabasco, Campeche, Iucatão, e Quintana Roo); as costas oriental, norte e noroeste banham os Estados Unidos (especificamente, os estados da Flórida, Alabama, Mississippi, Luisiana e Texas); e a costa sudeste banha Cuba. O golfo do México se conecta ao Oceano Atlântico através do Estreito da Flórida (que serve como limite marítimo entre Cuba e Estados Unidos) e ao Mar do Caribe através do Canal de Iucatã, localizado entre o México e Cuba.
Da área do golfo do México, o terço mais ao sul localiza-se na zona tropical. Do golfo se origina a corrente do Golfo, uma corrente de águas quentes que atravessa o oceano Atlântico, sendo uma das mais fortes correntes oceânicas conhecidas. O golfo também foi muitas vezes visitado por poderosos furacões, alguns dos quais responsáveis por grande número de mortes e destruição.
A baía de Campeche (México) é maior baía do golfo. Além dela a costa do golfo possui inúmeras baías e desembarcadouros. Um grande número de rios desaguam no golfo, dentre os quais o mais notável é rio Mississippi. A terra que forma a costa do golfo, inclusive muitas ilhas de sedimentação, é quase uniformemente baixa e caracterizada por pântanos e terras bastante úmidas bem como extensões arenosas.
A plataforma continental é bastante larga em quase todos os pontos da costa. Contém petróleo em alguns pontos (principalmente a oeste), que é extraído através de plataformas marítimas. Outra atividade comercial importante é a pesca, de peixes e crustáceos. Ao longo da costa existe ainda a produção de navios, indústrias petroquímicas e de armazenamento de óleo, fábricas de papel e forte atividade turística, na década de 1940 o golfo do México era usado como escudo dos EUA contra a URSS. Após a revolução de 1932, muitos conflitos foram travados pelo petróleo no golfo.
Entre as cidades costeiras incluem-se: Tampa, Pensacola, Nova Orleans, Houston (nos EUA), Veracruz, Mérida (no México), e Havana (em Cuba).
A área costeira do golfo foi a primeira colonizada por grupos indígenas norte-americanos, incluindo aqueles que representavam culturas avançadas do México. Durante a colonização europeia, a região tornou-se palco de uma contenda entre a Espanha, França e Inglaterra. Hoje em dia, a cultura da região é predominantemente hispano-americana e anglo-americana.
Em janeiro de 2025, o presidente dos Estados Unidos Donald Trump assinou uma ordem executiva ordenando a alteração da denominação do golfo para "Golfo da América", mudança que deverá ter impacto limitado, restrita aos Estados Unidos.